# Flughafen Sheffield City

i7
i11
i13
Der Sheffield City Airport (IATA-Code: SZD, ICAO-Code: EGSY) war ein Flughafen und Hubschrauberlandeplatz in der Nähe  von Sheffield im Metropolitan County, South Yorkshire, England. Er lag auf 70 m Seehöhe.

## Flughafendaten
Der Flughafen hatte eine Asphaltpiste mit 1207 m Länge und 30 m Breite.

## Geschichte
1997 wurde der Sheffield City Airport eröffnet.
Zu den Fluggesellschaften, die den Flughafen anflogen, gehörten British Airways, Aer Arann, KLM UK und Sabena, die Linienflüge zu Zielen wie London, Jersey, Belfast, Brüssel, Dublin und Amsterdam durchführten.
Im ersten Betriebsjahr 1997–1998 betrug die Passagierzahl des Flughafens 46.000. Diese Zahl stieg 1999 auf einen Höchststand von 75.000, zwei Jahre später sank sie jedoch um mehr als 50 %. Dieser Rückgang hielt an, bis die Zahl im Jahr 2002 nur noch 13.000 betrug.
Die CAA-Lizenz wurde 2008 entzogen. Peel Airports, das Unternehmen, das im Jahr 2005 den Flughafen Doncaster eröffnete, kaufte den Flughafen Sheffield und begann, ihn in einen Gewerbepark umzuwandeln. Das Projekt scheiterte und der Sheffield City Airport öffnete nicht mehr. Seit 2021 ist der Standort Teil des Advanced Manufacturing Park.